# Sarcophaga solitaria
Sarcophaga solitaria är en tvåvingeart som beskrevs av Povolny 1998. Sarcophaga solitaria ingår i släktet Sarcophaga och familjen köttflugor. Inga underarter finns listade i Catalogue of Life.